# Ercsi

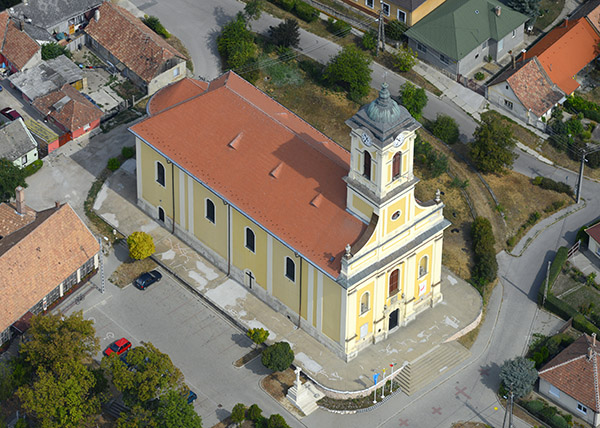
Romersk-katolska kyrkan.

Ercsi är en mindre stad i Ungern.